# رخصة كيو العمومية
رخصة كيو العمومية (بالإنجليزية: Q Public License) هي رخصة حقوق غير متروكة من إنشاء شركة ترولتيك للنسخة الحرة من حزمة أدوات عناصر تحكم وإطار عمل كيوت. استخدِمت الرخصة في النسخه 3.0 حتى نشر النسخة 4.0 تحت رخصة مؤسسة البرمجيات الحرة، ورخصة جنو العمومية النسخة 2.
لا تتوافق الرخصة مع إرشادات دبيان للبرمجيات الحرة المستخدمة من قِبَل عدة توزيعات لينكس، على الرغم من أنها مؤهلة لتعريف البرمجيات الحرة لمؤسسة البرمجيات الحرة؛ ومع ذلك، فإنها غير متوافقة مع رخصة جنو العمومية، بمعنى أن المنتجات المشتقة من النص المصدري تحت كل من تعريف البرمجيات الحرة ورخصة جنو العمومية، ولا يمكن إعادة توزيع.

## تاريخ
كيدي، بيئة سطح مكتب للينكس تعتمد على كيوت. فقط الإصدار الحر ومفتوح المصدر من كيوت كان مشمولًا برخصة كيو العمومية؛ النسخة التجارية وهو متساويٍة عمليًا، بموجب ترخيص الدفع لكل استخدام ولا يمكن توزيعه مجانًا. في الوقت نفسه، فإن مؤسسة البرمجيات الحرة ومؤلفو رخصة جنو العمومية اعترضوا على رخصة كيو العمومية لأنها كانت رخصة غير متروكة الحقوق وغير متوافقة مع رخصة جنو العمومية. مع نمو شعبية كيدي، حث مجتمع البرمجيات الحرة شركة ترولتيك على ترخيص كيوت بموجب رخصة جنو العمومية لضمان بقائها برمجية حرة للأبد وضمان استخدامها وتطويرها من قبل أطراف ثالثة تجارية مع الوقت، وفي وقت لاحق وبسبب الضغوطات قررت ترولتيك ترخيص النسخة الحرة من كيوت 2.2 تحت رخصة مزدوجة للاستخدام بموجب شروط رخصة جنو العمومية أو رخصة كيو العمومية.

## تبني
مشاريع أخرى استخدمت رخصة كيو العمومية، أحياناً مع تغيير النطاق القضائي:
- ليبر سورس
- جي بي غراف
- هيركليس
- ماين فرايم[3]
- Tgif

مشاريع سابقة استخدم رخصة كيو العمومية:
- الغة كامل الموضوعية المترجم و الأدوات ذات الصلة مشروع كريستال في المعهد الفرنسي للأبحاث في علوم الحاسب الآلي والأتمتة .منذ أبريل [4] 2016 لغة كامل الموضوعية نُشِرَتْ تحت ترخيص رخصة جنو العمومية الصغرى نسخة 2.1 مع رابط (حوسبة) باستثناء
- مكتبة خوارزميات الهندسة الحسابية لنسخة 3.x. مكتبة برمجية نُشِرَتْ تحت رخصة جنو العمومية ورخصة جنو العمومية الصغرى منذ نسخة4.0 (مارس 2012).

مشروع دبيان يرفض البرمجيات المرخصة تحت رخصة كيو العمومية (و مرخصة بشيء أخر مثل رخصة جنو العمومية بسبب:
- بند خيار المنطقة
- توزيع إجباري لطرف ثالث
- رخصة مغطاة إجبارية للمطور الأصلي

## روابط خارجيه
- الموقع الرسمي، النسخة 1.0